# سيسيل إتش بولتون
سيسيل إتش بولتون (بالإنجليزية: Cecil H. Bolton)‏ هو عسكري أمريكي، ولد في 7 أكتوبر 1908 في Crawfordville, Florida ‏ في الولايات المتحدة، وتوفي في 22 يناير 1965.